# Haraszti Mária
Haraszti Mária (Alsószeli, 1959. december 8. –) író, költő, műfordító, előadóművész, könyv- és lemezkiadó, producer.

## Élete
Iskoláit Pozsonyban végezte. A pozsonyi Duna utca volt az alma matere, ahol matematika-fizika szakos osztályba járt, tanárai Stifter Mária, Dávid Béla, Kulcsár Tibor voltak.
Ebben az időszakban tagja volt a jeles sikereket elérő, hatvannál is több tagból álló iskolai kórusnak, amelyet Fónod Mária vezetett Dobos Éva tanárnővel közösen. Rendszeresen részt vett a vers- és prózamondó versenyeken, többször ért el helyezést. 
Középiskolás korában kezdett dolgozni a pozsonyi József Attila Ifjúsági Klubban, ahol előadásokat is tartott. Rendszeresen látogatta Jakubecz (később Molnár) Katival (az Ipoly-hidak későbbi iniciátorával) együtt Tóth Lajos vágsellyei művelődési klubját is. Tagja volt a Forrás irodalmi színpadnak, amely a Jókai Napokon is rendszeresen díjazott lett. A Csönd, béke, fény című irodalmi színpadi összeállítás az egyik emlékezetes inszcenációjuk, amelyet Galán Géza rendezett, koreográfusa Varga Ervin volt. Szigligeti Ede Liliomfi című vígjátékában Mariskát alakította Szabó Frigyes, Huszár László, Richtarčík Mihály, Illés Olga társaságában, G. Molnár László rendezésében. Közben a Fornax középiskolai zenei együttesben énekelt, amely a későbbi, neves Gravis együttes egyik elődjének tekinthető, ennek meghatározó alakja Dusík Gábor volt; a vokált és szólót vele együtt Farkas (később Kvassay) Zsuzsa, Nagy (később Lenčéšová) Lea, Pileczky Balázs és Rácz Lojzi énekelték.
Onnan a pozsonyi Komenský Egyetem magyar–orosz tanári szakára vitt az útja. Itt egyetemi színpadot szervezett Zsebszínház néven. Volgográdi cserediák-élményeit a Maty Rógyina nagylábbujja című kötetében foglalta össze. A Túraszínpaddal Csanaky Eleonóra és Molnár Imre társaságában művelődési táborokban és klubokban léptek fel. Kétszemélyes József Attila-műsorukkal Csanaky Eleonórával szintén ifjúsági és művelődési klubokban szerepeltek odahaza és külföldön is. Ebből az anyagból késöbb hanghordozó is készült.
Pályáját a Madách Könyv- és Lapkiadóban kezdte korrektorként, nyelvi szerkesztőként (1984–85), onnan a Varga Erzsébet által főszerkesztett, Kulcsár Ferenc álal szerkesztett Irodalmi Szemle szerkesztőségébe került (1985–89), ahol már addig is számos műfordítása, novellája, verse megjelent.
Közben szülőfalujában, Alsószeliben Pejkó Színpad néven sikeres, a Duna Menti Tavasz országos fesztiválon többszörösen díjazott gyermek színjátszó csoportot vezetett. Ez később egy másik népes csapattal, a Kis Pejkóval egészült ki, számos szerkesztett játékot készített számukra. Ezek később sikeres kötetben is napvilágot láttak, némelyik színpadi játékát Magyarországon is színpadra állították gyermekegyüttesek.
Ezt követően a Csehszlovák Rádió Magyar adásának munkatársa lett (1989–1994), ahol a nyugdíjasok műsorát örökölte meg Lőrincz Katótól, ezt vezette évekig Életfa címen. Arcélek címen portrésorozatot készített jelentős szlovákiai magyar közéleti személyiségekről és művészekről. Sajnos irodalmi összeállításokat és gyermekműsorokat módjával sikerült csak készítenie, de emlékezetes a Babits Mihály Laodameia című drámájának rádióra alkalmazott változata, amelyet az akkori Komenský Egyetemen tanuló diákok állítottak eredetileg színpadra. Ehhez Turczel Lajos mondott bevezetőt.
A bársonyos forradalom is itt érte utol: a rádió öttagú sztrájkbizottságának tagja lett Mikola Anikó, Molnár Jenő, Bárdos Ágnes és Polák László társaságában. Végül utolsóként hagyta el ezt a posztot, de rádiós karrierje bánta: az első adandó alkalommal, mondvacsinált ürüggyel felfüggesztést kapott, de nem várta meg: beadta a felmondását és az akkoriban alakult Barbaprint Kft., majd az AB-ART kiadó művészeti igazgatója lett akkori férje, Balázs F. Attila marosvásárhelyi születésű költő mellett 1994–2007).   Közel 400 kiadványt szerkesztett és tervezett meg grafikailag, illetve tördelőszerkesztőként. Közben a Szőrös Kő c. folyóirat grafikai és tördelőszerkesztője; szerkesztője, majd főszerkesztője volt 2006. májusáig. MEDIAN néven saját céget is alapított, hanghordozók megjelentetését és dokumentumfilmek gyártását is felvállalta a könyvkiadás mellett. Válásuk után a |Szlovákiai Magyar Interaktív Televízió (2010), illetve a Magyar Iskola portál (2015) megalapítása és működtetése töltötte ki napjait.

### Publicisztika
Írásai, recenziói, cikkei, versei, elbeszélései; vers- és prózafordításai cseh, szlovák., orosz nyelvből: Hét, Irodalmi Szemle, Nő, Korunk, Új Ifjúság, Új Szó, Kalligram, Szőrös Kő, Sikoly; Katedra. Négyszer nyert el alkotói ösztöndíjat. Szerkesztője volt a pozsonyi rádió magyar adásának; Arcélek, Mikrofonközelben, Szép Szó, Életfa, Nyílt tér, Hogyan születik a mese címek alatt hallgathatták műsorait. Hangjátékokat írt és rendezett. 1986–93: a Szlovák Újságírószövetség, 1998–2002: az Szlovákiai Magyar Írók Társasága tagja, 2001: választmányi tagja. 2002–: Az Anima Társaság alapítója és elnöke, portáljának főszerkesztője. 2006: A Mikola Anikó-díj iniciátora.

## Művei
- Buborék. Mesék. Microgramma, Pozsony, 1993
- Buborék a szigeten. Mesék. Microgramma, 1995
- Mályvák és madarak. Versek. AB-ART, Pozsony, 1999
- Pimpimpáré. Regény. AB-ART, 2001
- A Piros rét meséi. Mesék. AB-ART, 2004
- Manókönyv. Mesék. AB-ART, 2005
- Vers- és prózamondók kézikönyve (többekkel) AB-ART, 2006 + CD
- Július Balco: Végállomás. Műfordítás. AB-ART, 2003
- Csupa főszerep. Színpadi művek kisiskolások számára, Median, 2008
- Maty Rógyina nagylábujja. Ifjúsági regény, Median, 2010

### Antológiák
- Vámbéry Antológia. Lilium Aurum, Dunaszerdahely, 1999
- Vámbéry Antológia. Uo., 2001
- A bámész civil (szlovákiai szép magyar versek). Uo., 2005
- Hosszúfény. Magvető, Budapest, 2008
- Új komédiák. Magyar Művelődési Intézet és Képzőművészeti Lektorátus, Budapest, 2009
- Vámbéry Antológia 2010. Lilium Aurum, Dunaszerdahely, 2010
- Kedves filmem. Lilium Aurum, Dunaszerdahely, 2010
- Vámbéry Antológia 2011. Lilium Aurum, Dunaszerdahely, 2011